# آرونز
آرونز (به فرانسوی: Aurons) یک کمون در فرانسه است که در بوش-دو-رون واقع شده‌است. آرونز ۱۲٫۸۲ کیلومتر مربع مساحت دارد ۲۲۵ متر بالاتر از سطح دریا واقع شده‌است.